# Tetragonochora calumniator
Tetragonochora calumniator är en stekelart som först beskrevs av Fabricius 1804.  Tetragonochora calumniator ingår i släktet Tetragonochora och familjen brokparasitsteklar. Inga underarter finns listade i Catalogue of Life.